# جان مارك أوليفييه
جان مارك أوليفييه (بالفرنسية: Jean-Marc Olivier)‏ هو مؤرخ فرنسي، ولد في 1961.